# Pabianice (stacja kolejowa)
Pabianice – stacja kolejowa w Pabianicach, w województwie łódzkim, w Polsce. Według klasyfikacji PKP ma kategorię dworca regionalnego.

## Historia
Położona jest na wybudowanej w latach 1901–1903 linii kolejowej warszawsko-kaliskiej. Budynek stacyjny wzniesiono w tymże okresie z cegły palonej w charakterystycznym dla ówczesnych niewielkich stacji kolejowych stylu neorenesansowym z linią kolejową szerokotorową o rozstawie szyn 1520 mm. Siłą napędową były parowozy. W analogicznym stylu wybudowano również stacje w Łasku (obecnie w ruinie), Zduńskiej Woli, Zgierzu czy Sieradzu. W 1914 zmieniono rozstaw szyn na 1435 mm. W 1965 linia kolejowa została zelektryfikowana. Na przestrzeni lat ubiegłych bryła budowli nie zmieniła wyglądu. Zachowały się detale wyposażenia wnętrz z początków XX wieku, w tym piece kaflowe oraz okienka kas wraz z ruchomym podajnikiem, w którego zagłębienie podróżny wkłada pieniądze, a po obrocie otrzymuje bilet. W 2005 roku przeprowadzono gruntowny remont, podczas którego zainstalowano napis „Pabianice. Miasto św. Maksymiliana Kolbego”. W budynku znajdował się oprócz kasy biletowej z poczekalnią (kasa nieczynna w godzinach nocnych – konieczność kupowania biletów w pociągu) i obszernego holu, delegatura Straży Miejskiej i punkt usługowy. Dawniej poza budynkiem dworca od strony targowiska znajdował się podziemny szalet publiczny. Został on zlikwidowany, a w jego zastępstwie otworzono darmową toaletę znajdującą się w hali dworca.
W 2011 roku odbył się generalny remont budynku. Zmieniono aranżację wnętrza, zlikwidowano piece kaflowe, zamontowano kotłownię i wymieniono dach. Zlikwidowano także schron jednoosobowy, który był obok budynku stacji. Od 2014 ŁKA ożywiła ruch pasażerski na stacji wprowadzając m.in. nowe składy pasażerskie produkcji Stadler nazywane "Flirt", a później pociągi pośpieszne Pesy.

## Obecnie
W latach 2019–2020 dokonano przebudowy układu stacji: wąskie perony 2 i 3 zastąpiono wysokim peronem wyspowym oznaczonym jako peron 2, zaś pod torowiskiem wybudowano przejście podziemne, łączące plac wokół dworca od strony ul. Łaskiej z położoną po drugiej stronie stacji ul. Topolową. Przed pracami torowymi w hali dworcowej zainstalowano wyświetlacze systemu informacji pasażerskiej.
Przed budynkiem dworca znajduje się krańcówka autobusów MZK Pabianice linii 1, 3, 4, 5 i T. Ponadto na dworzec można dotrzeć autobusami linii 260, 262, D, N4B (nocny) i w niedzielę 265 a także tramwajem linii 41 i autobusami komunikacji międzymiastowej (PKS, Flixbus).

## Ruch pasażerski[6]
| Rok  | Wymiana pasażerska na dobę | Miejsce w Polsce |
| 2017 | 1300                       | bd.              |
| 2018 | 1300                       | bd.              |
| 2019 | 1300                       | 271.             |
| 2020 | 700-999                    | 274.             |
| 2021 | 700-999                    | 269.             |
| 2022 | 1300                       | 268.             |
| 2023 | 1500                       | 256.             |

## Galeria

### Przed modernizacją w 2020

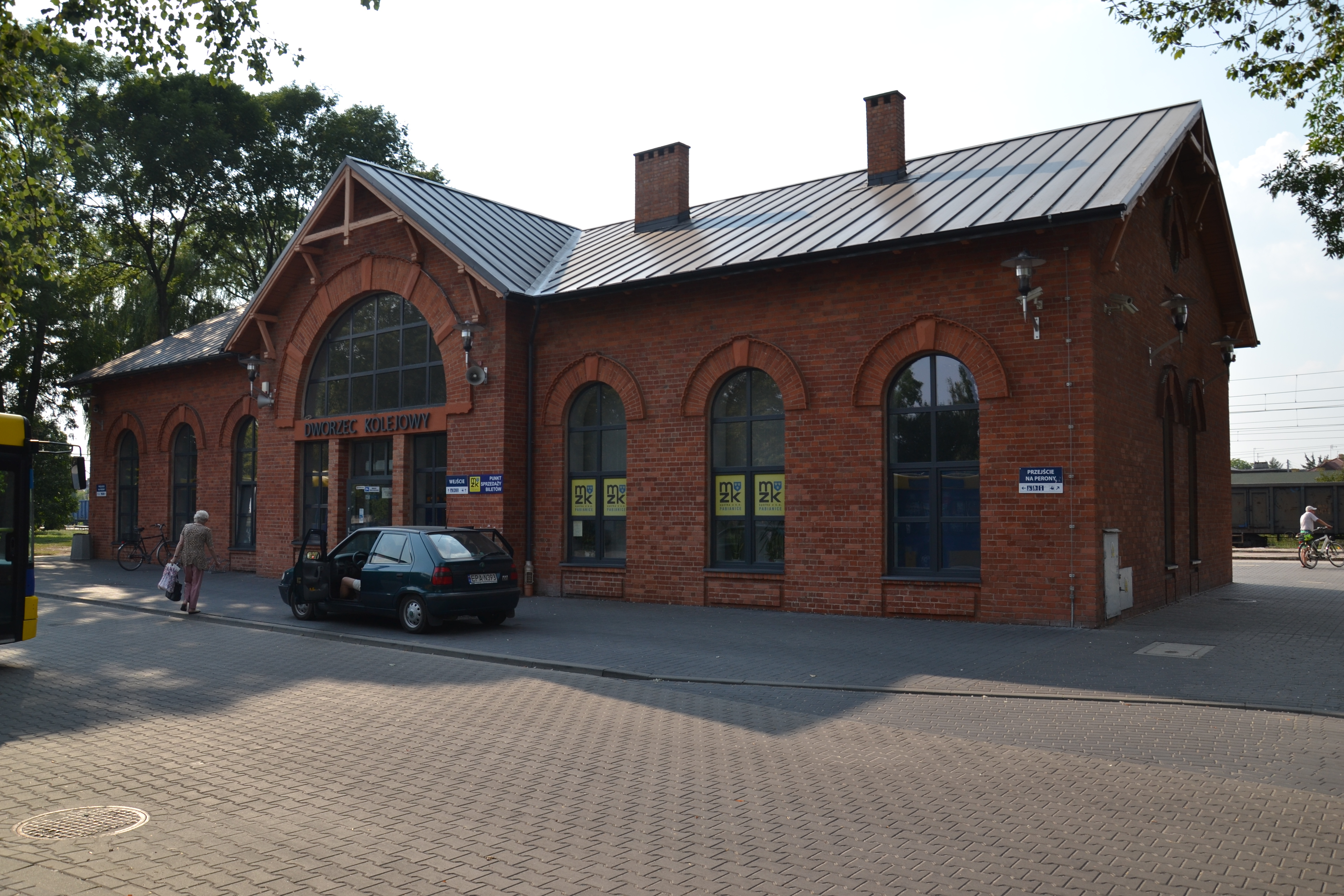
Dworzec od strony miasta
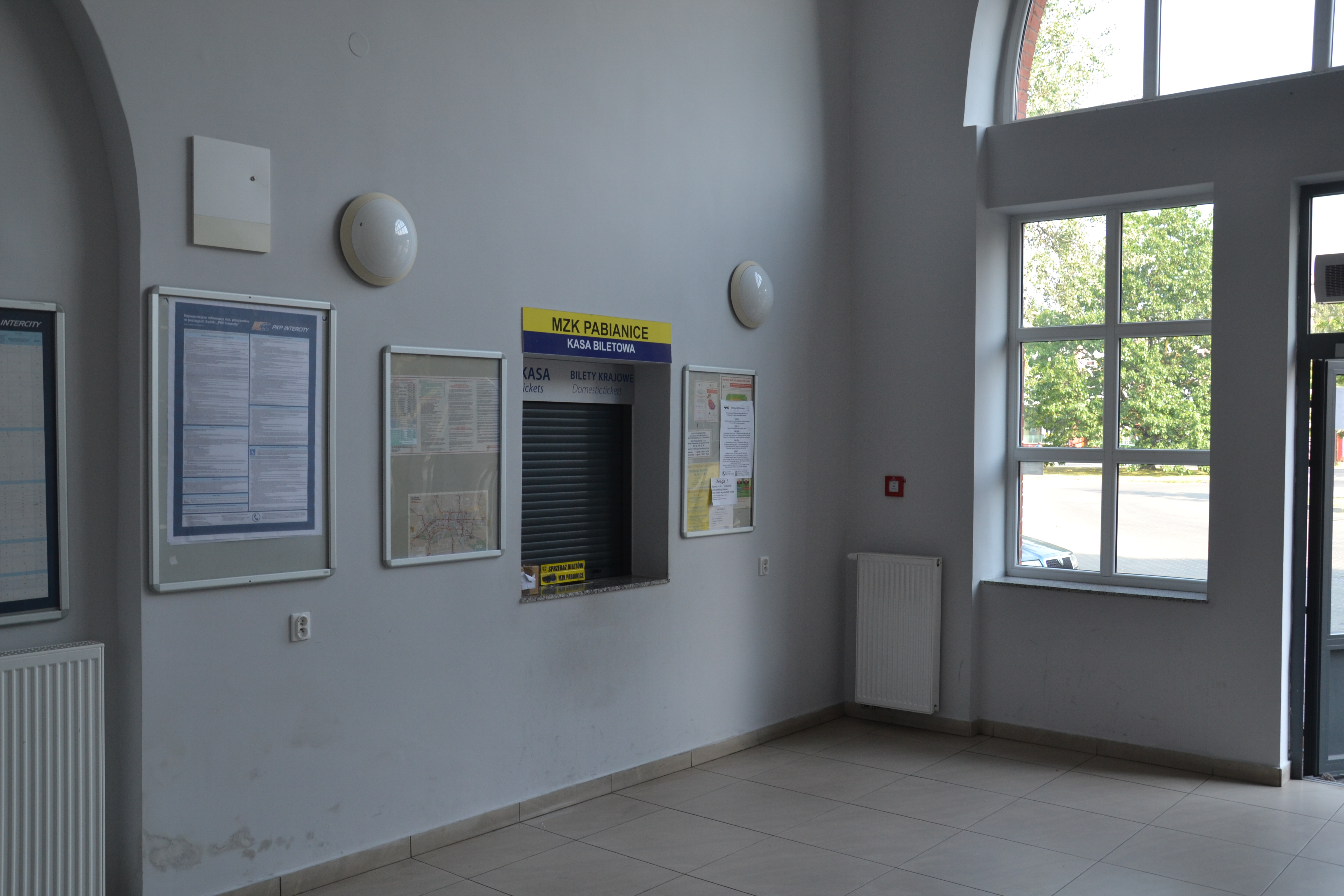
Kasa biletowa
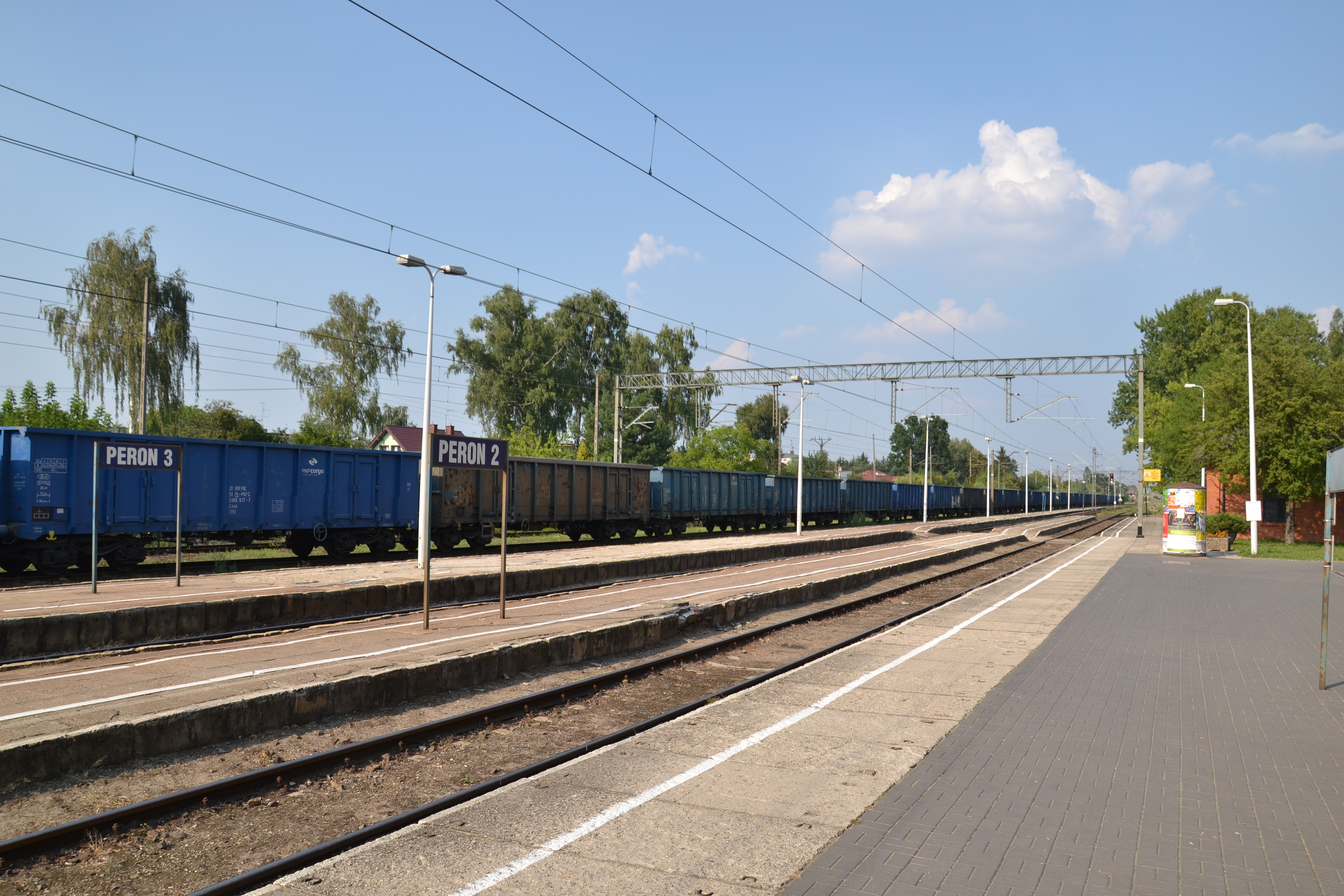
Perony
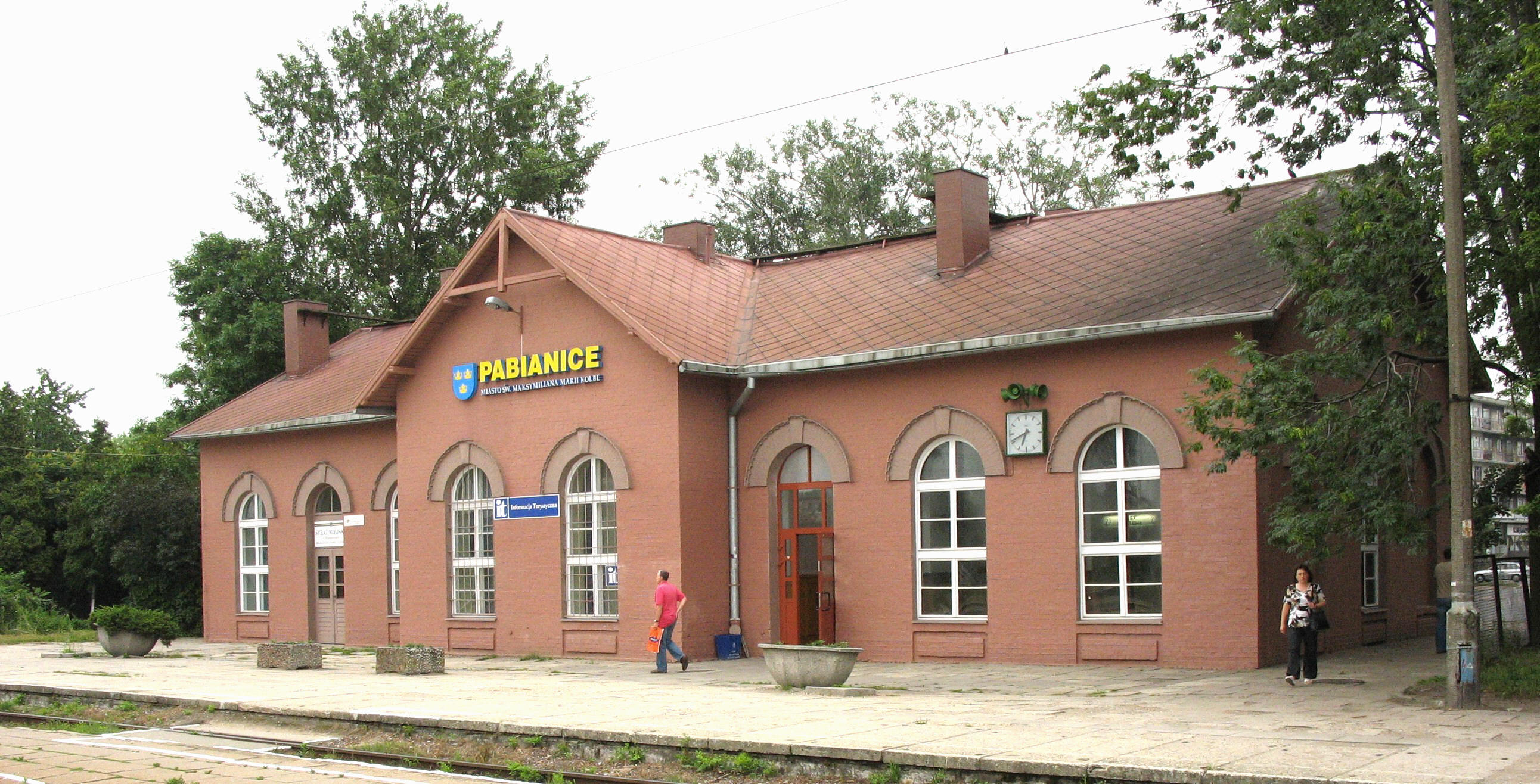
Dworzec przed modernizacją (2006)

### Po modernizacji w 2020

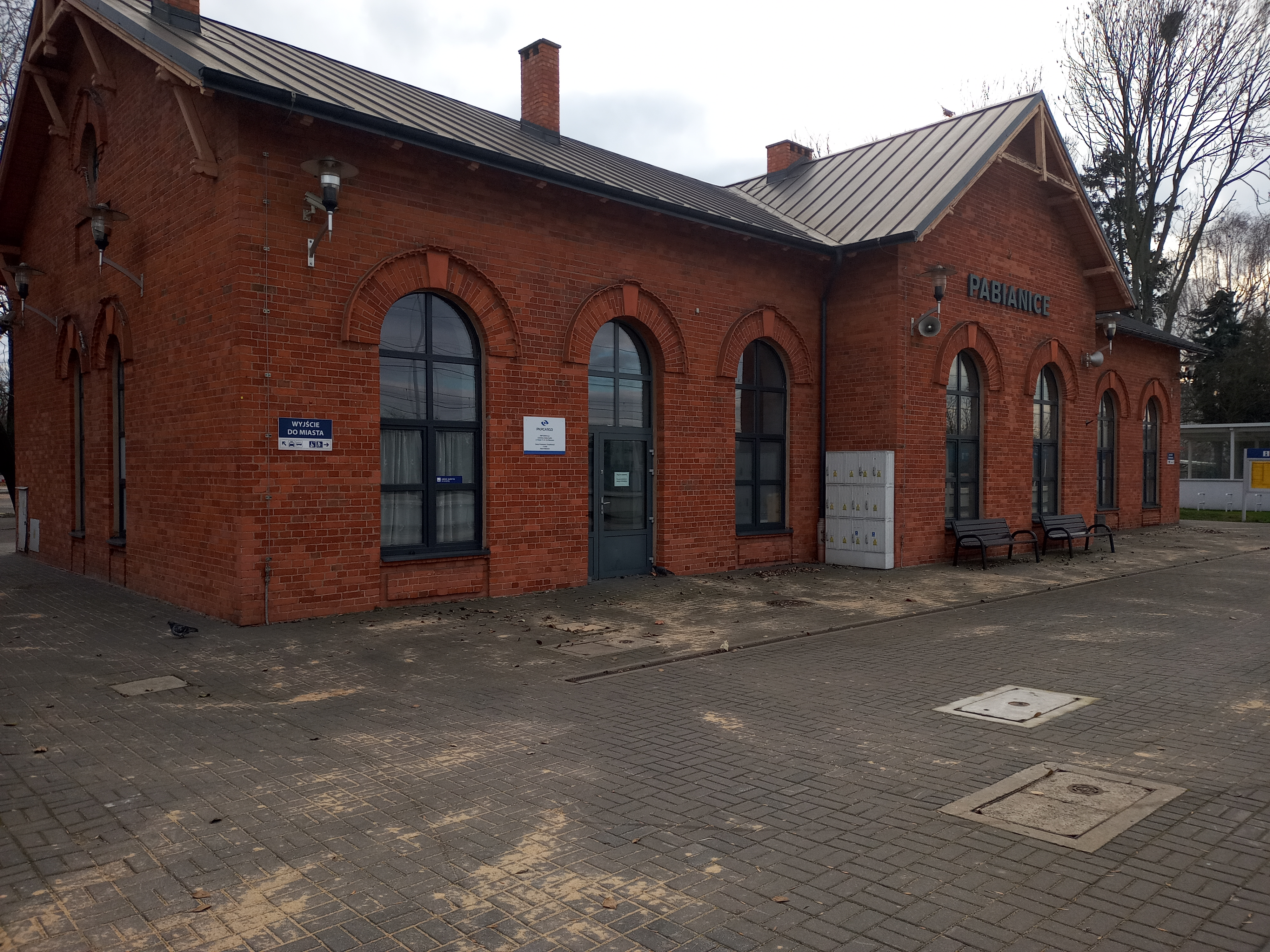
Budynek dworca
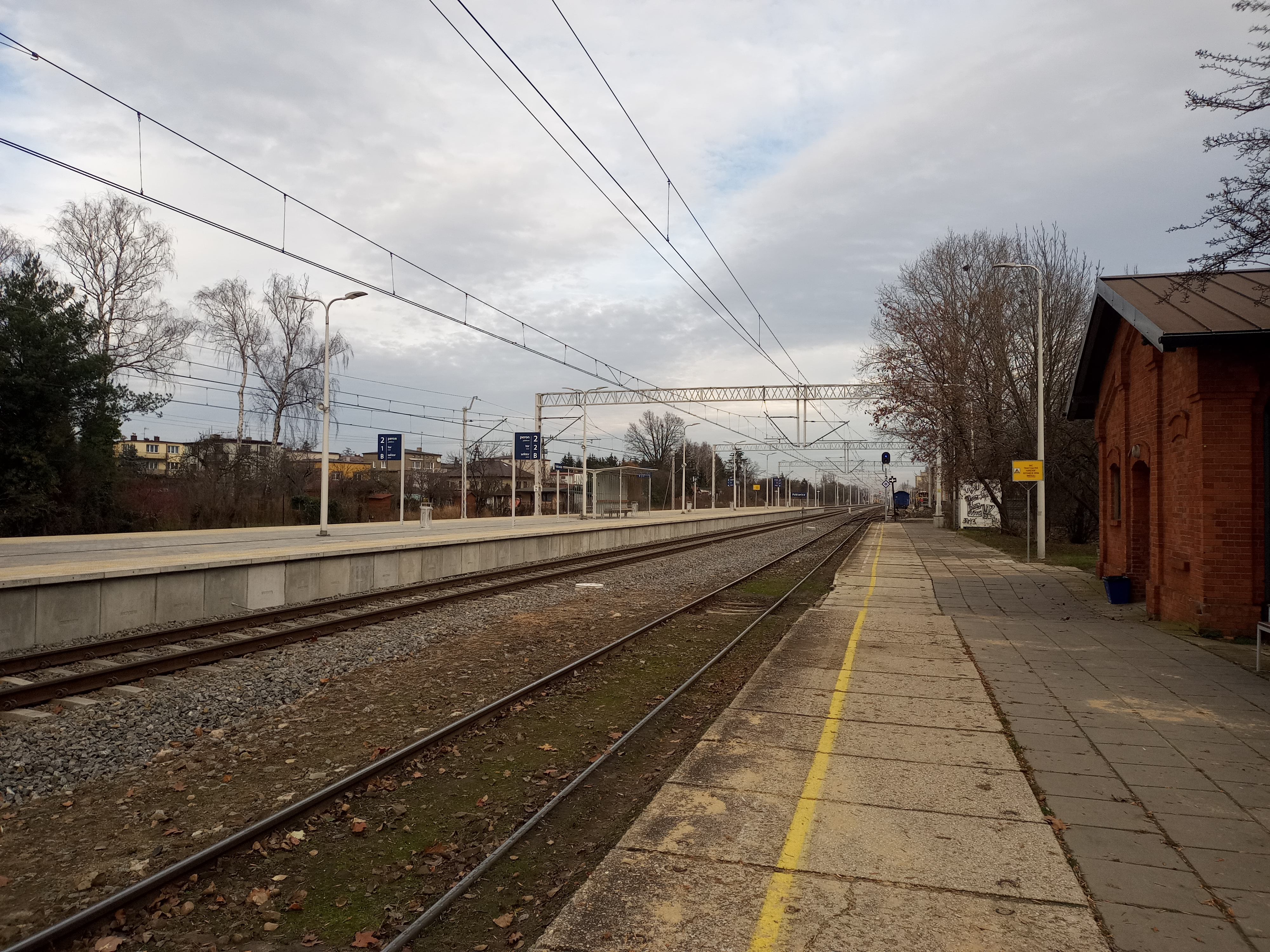
Widok z peronu 1 w stronę Łodzi
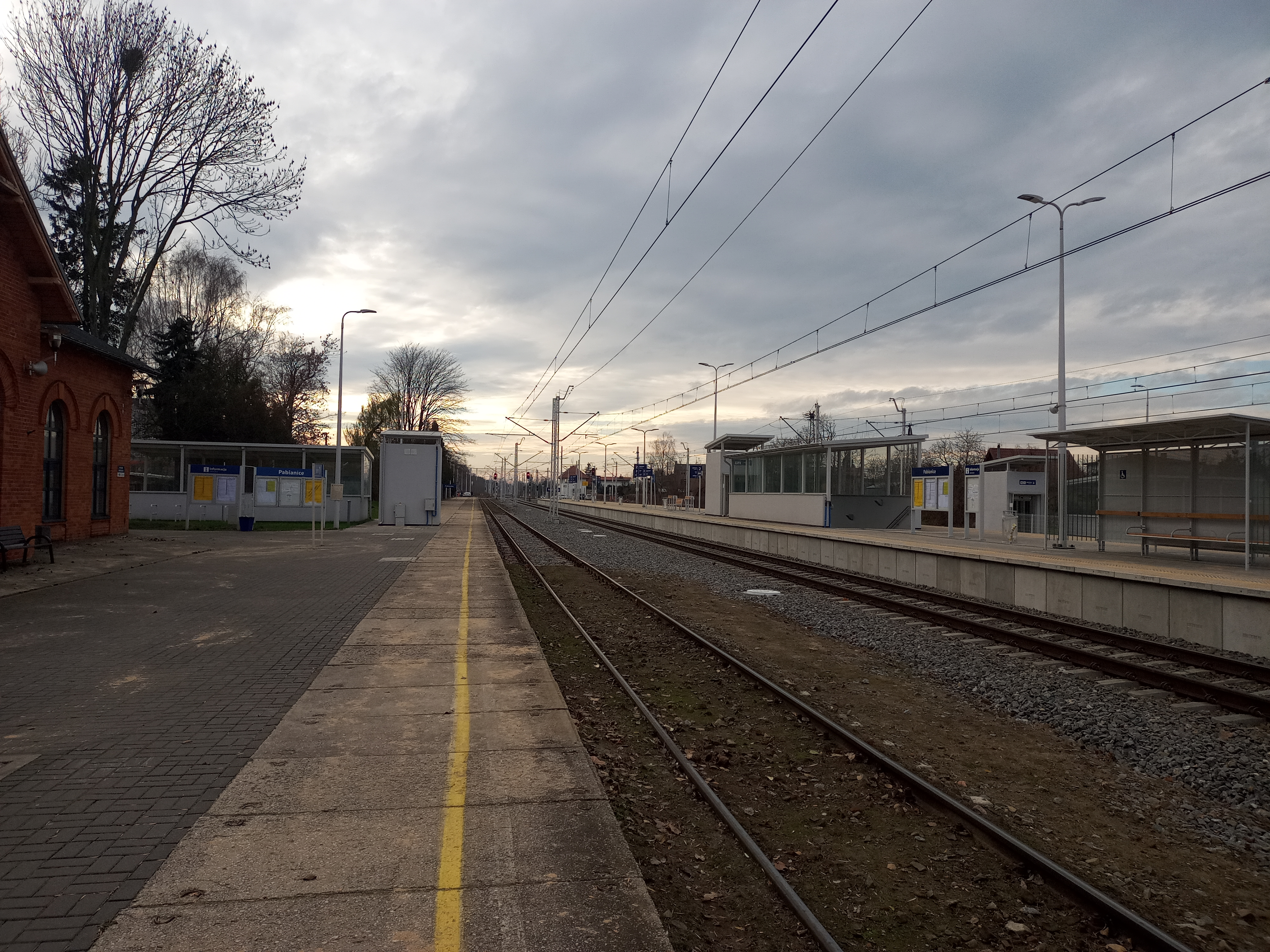
Widok z peronu 1 w stronę Łasku
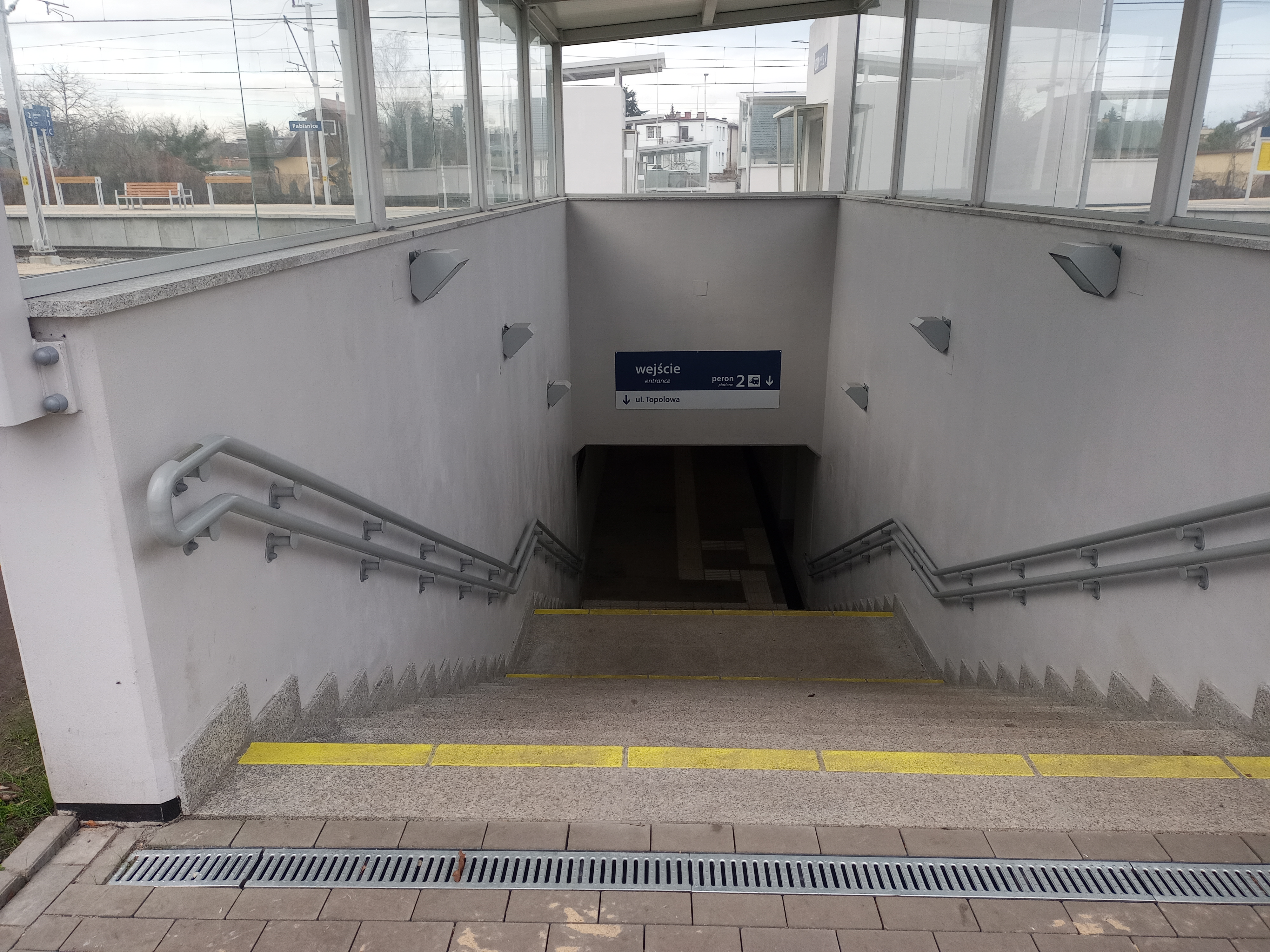
Wejście do przejścia podziemnego od strony ul. Łaskiej
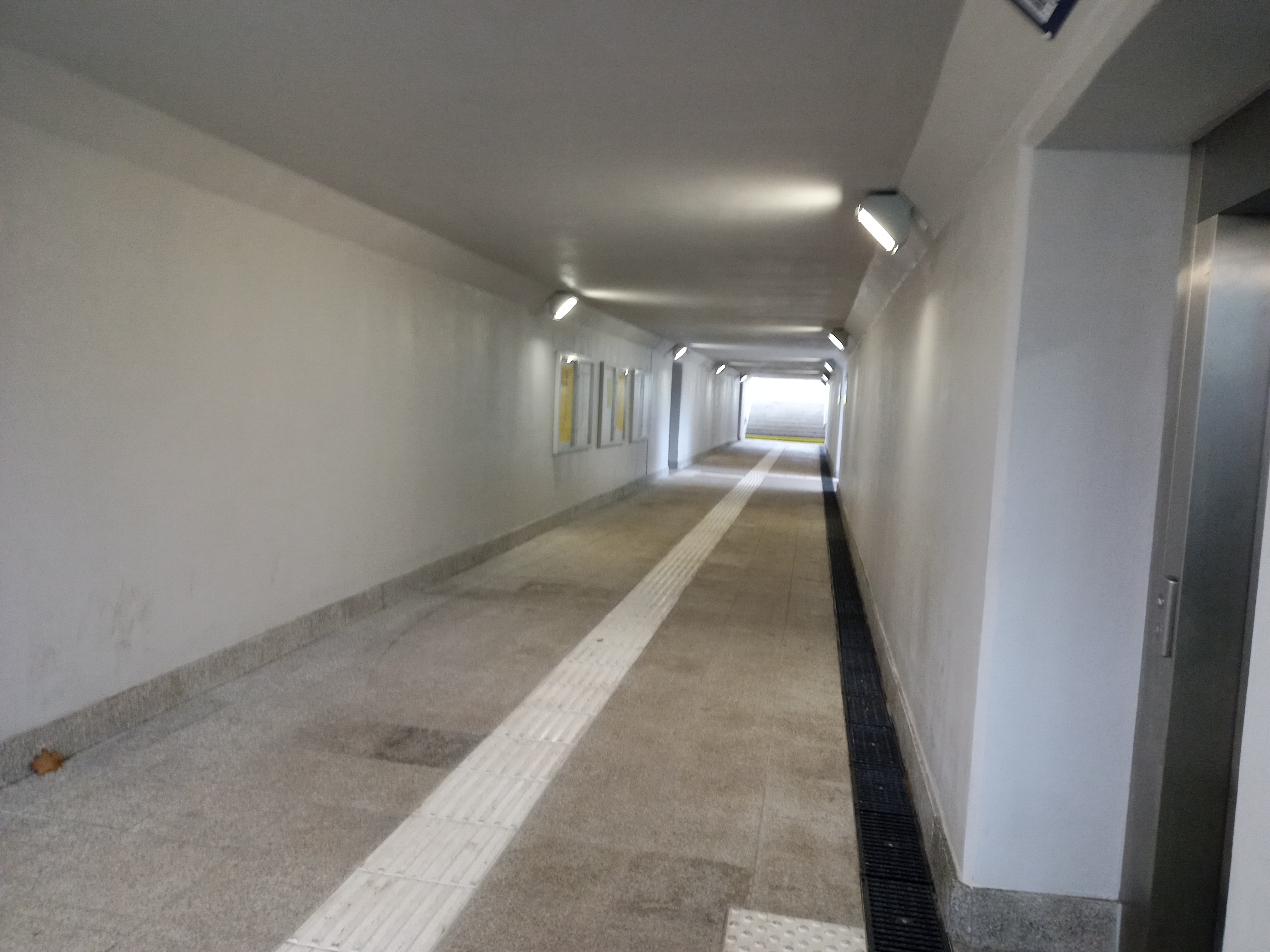
Przejście podziemne, widok w stronę ul. Topolowej
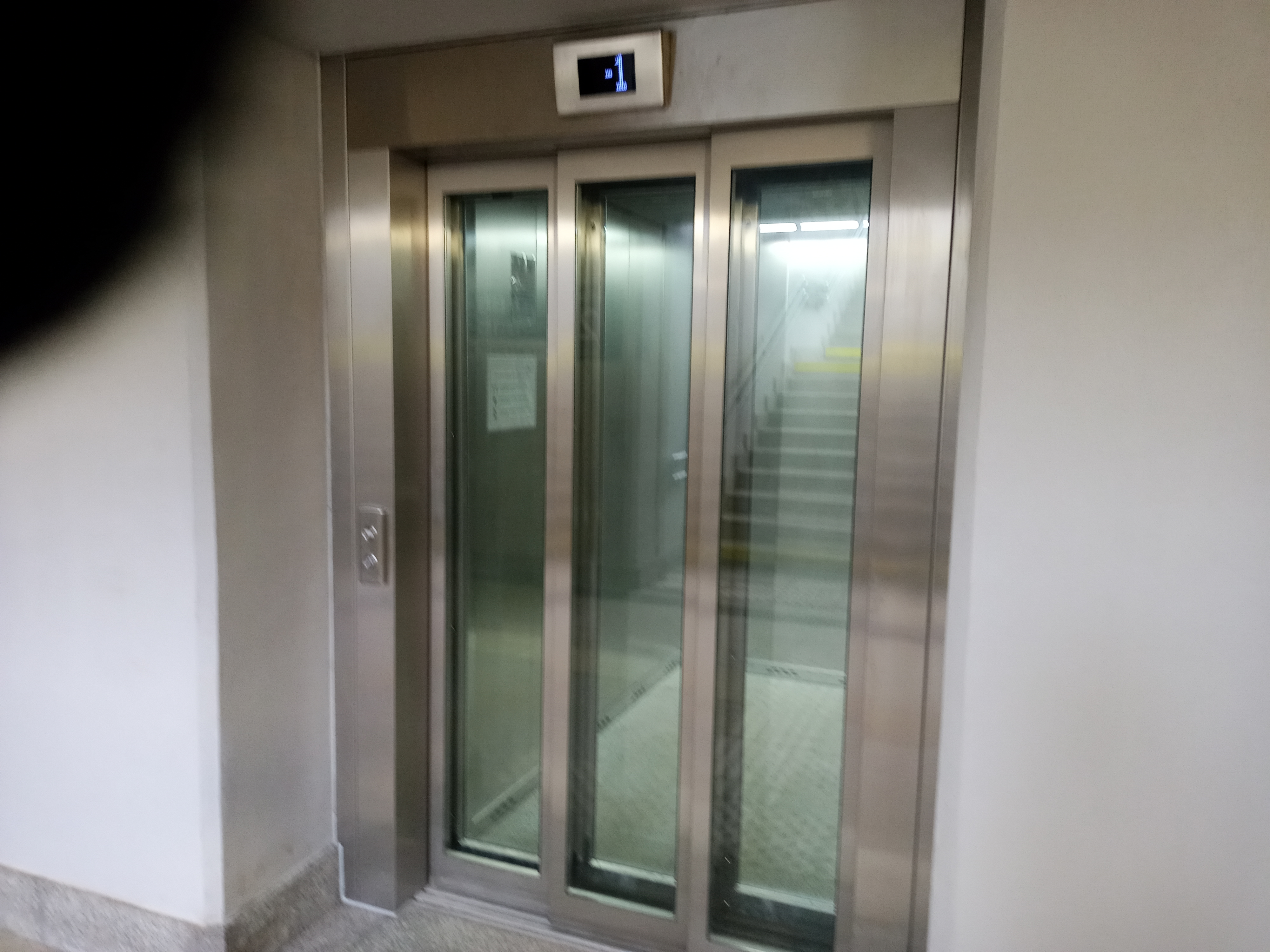
Winda na peron 2
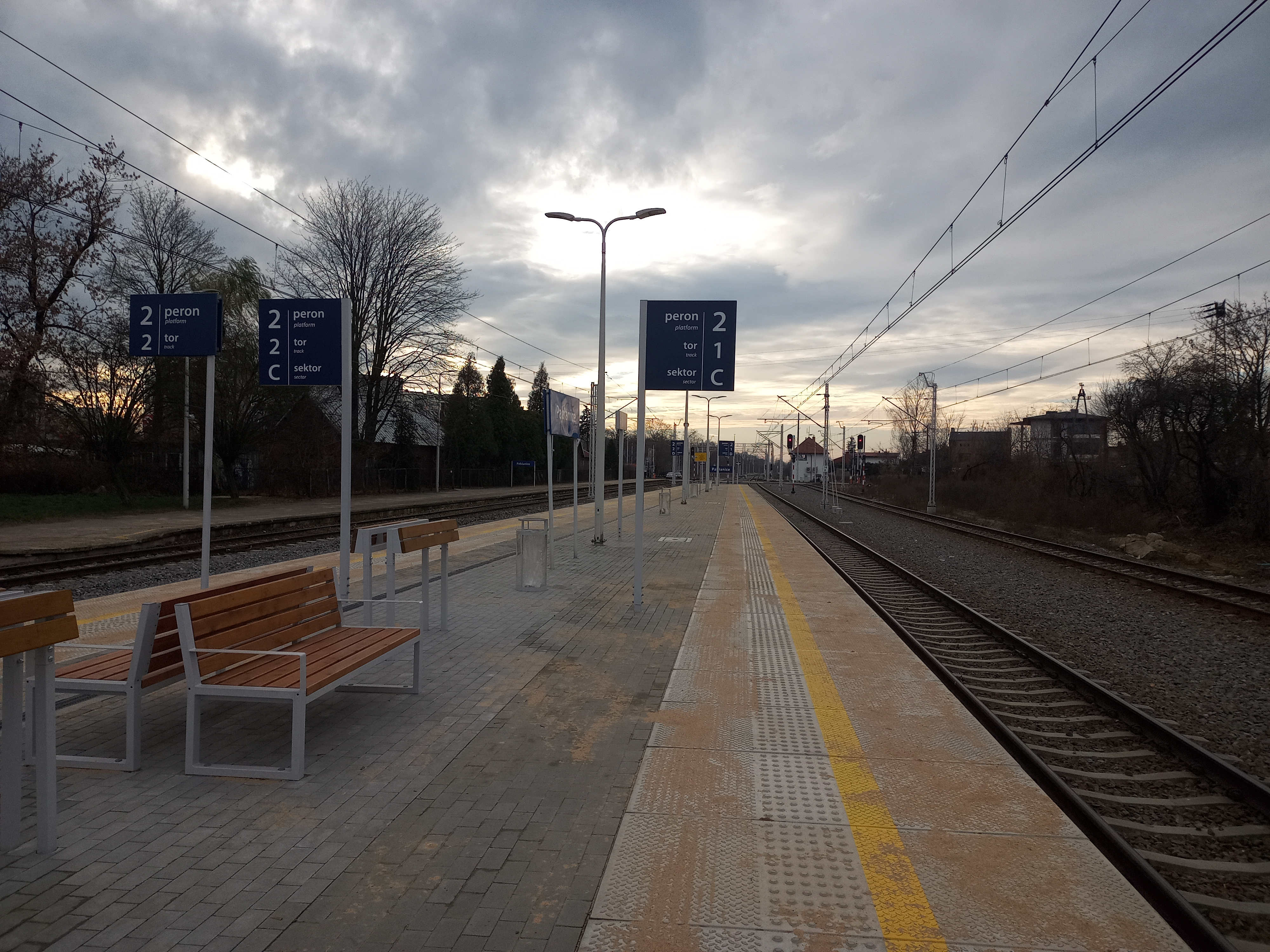
Widok z peronu 2 w stronę Łasku
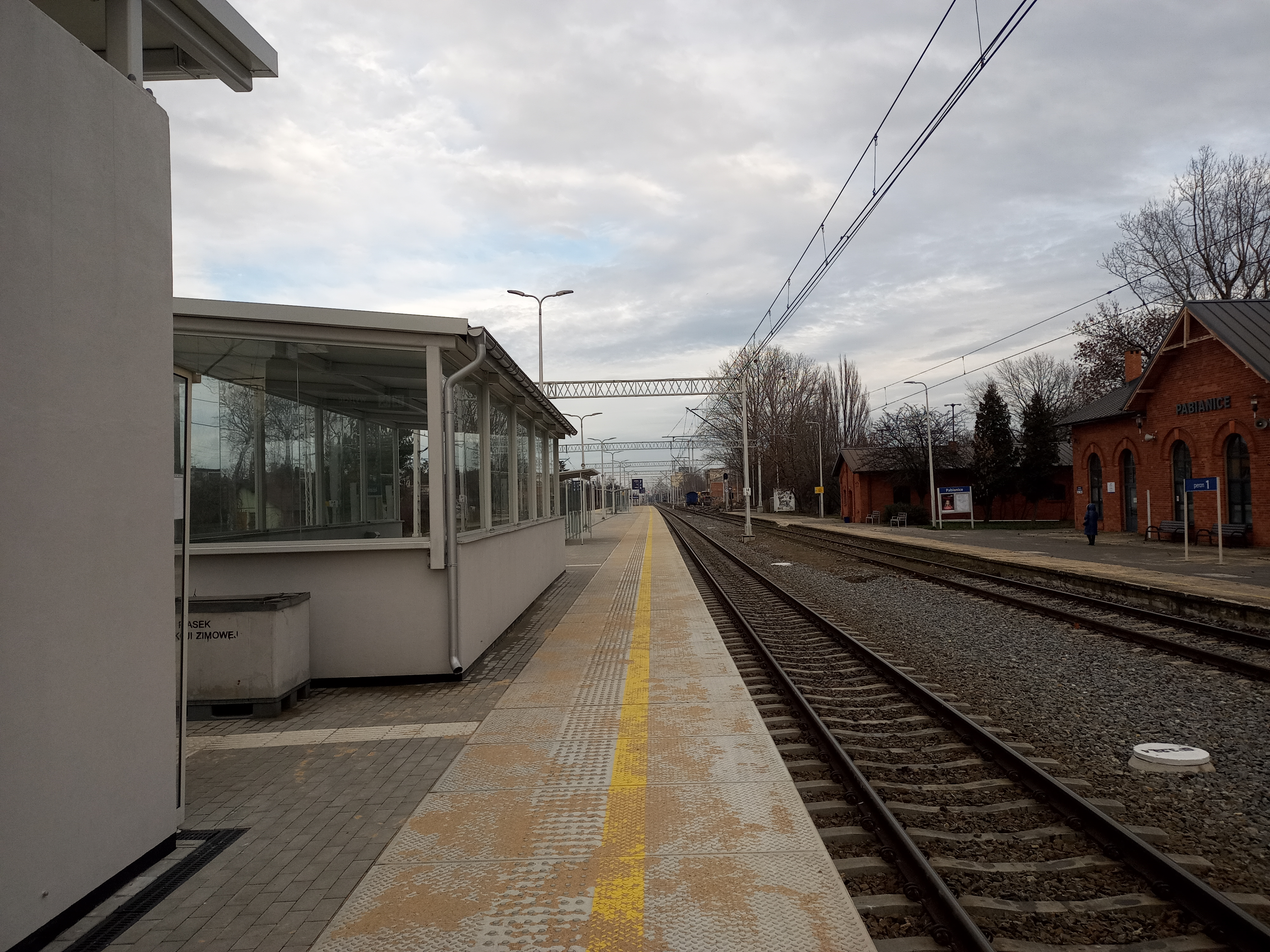
Widok z peronu 2 w stronę Łodzi
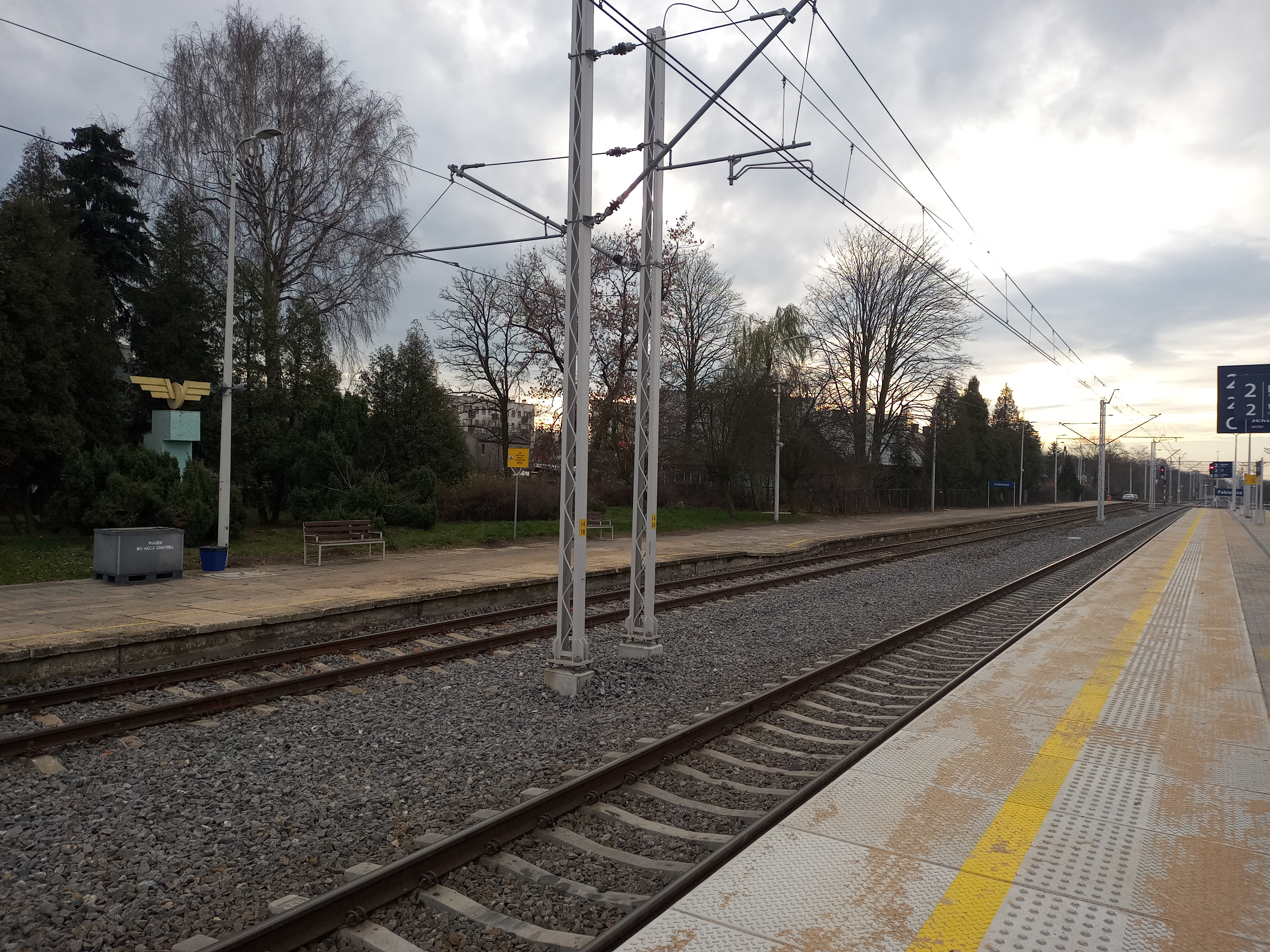
Widok z peronu 2 na dawne domy kolejarskie i pomnik poświęcony maszynistom zamordowanym przez Niemców w czasie II wojny światowej